# Tôn giáo thời tiền sử

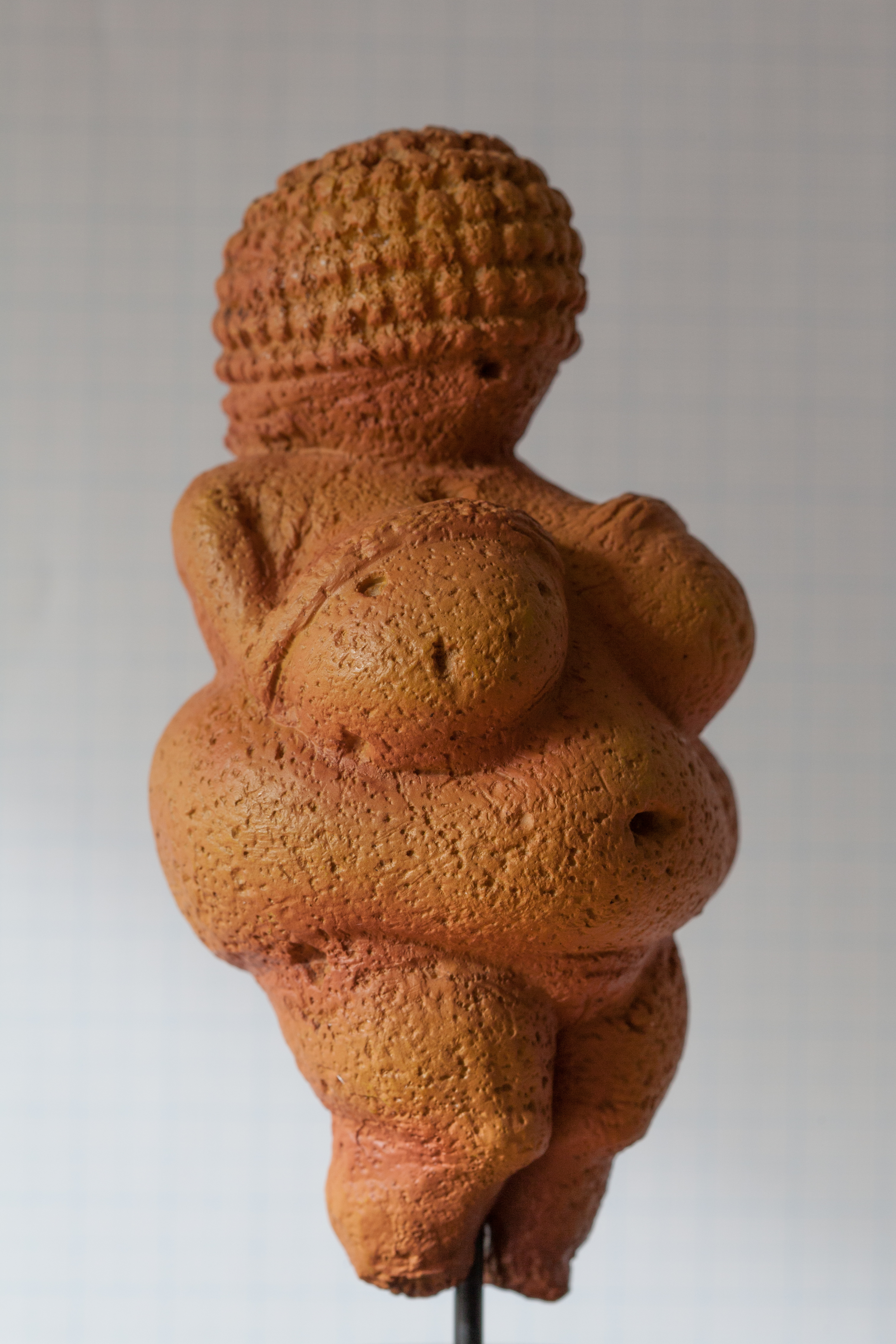
Di chỉ tượng thờ thời cổ đại

Tôn giáo thời tiền sử (Prehistoric religion) hay Tôn giáo thời nguyên thủy là việc thực hành tôn giáo của các nền văn hóa loài người thời tiền sử. Vào thời kỳ trước khi có ghi chép bằng văn tự chiếm phần lớn trải nghiệm của con người với hơn phần lớn trải nghiệm của con người xảy ra chỉ trong thời kỳ thời kỳ đồ đá cũ. Các nền văn hóa thời tiền sử trải dài trên toàn cầu và tồn tại hơn hai triệu rưỡi năm. Việc thực hành tôn giáo của con người vào thời tiền sử rất nhiều và đa dạng, và việc nghiên cứu về chúng rất khó khăn do thiếu tài liệu mô tả chi tiết về tín ngưỡng của người tiền sử. Tiền sử là thời kỳ trong lịch sử loài người chưa có ghi chép bằng văn tự. Việc thiếu bằng chứng bằng văn tự đòi hỏi phải sử dụng bằng chứng khảo cổ học, điều này gây khó khăn cho việc ngoại suy các tuyên bố mang tính kết luận về niềm tin tôn giáo.
Phần lớn nghiên cứu về tôn giáo thời tiền sử dựa trên những suy luận từ bằng chứng lịch sử (văn tự) và dân tộc học, ví dụ như sự tương tự giữa tôn giáo thời đồ đá cũ và xã hội săn bắt hái lượm hiện đại. Tính hữu ích của phép loại suy trong lý luận khảo cổ học rất phức tạp và gây tranh cãi về mặt lý thuyết, nhưng trong bối cảnh tôn giáo thời tiền sử có thể được củng cố bằng bằng chứng gián tiếp; ví dụ, người ta nhận thấy rằng đất son đỏ có ý nghĩa quan trọng đối với nhiều xã hội thời tiền sử và đối với những người săn bắn hái lượm hiện đại. Tôn giáo tồn tại trong mọi nền văn hóa của con người nhưng việc nghiên cứu tôn giáo thời tiền sử chỉ được phổ biến rộng rãi vào khoảng cuối thế kỷ 19. Một hiệu ứng nền tảng trong khảo cổ học tiền sử, một lĩnh vực được tiên phong từ các nhà nhân văn thế tục thế kỷ XIX, những người nhận thấy tôn giáo là mối đe dọa đối với lĩnh vực nghiên cứu dựa trên sự tiến hóa, có thể đã cản trở việc gán động cơ tôn giáo ban đầu cho con người thời tiền sử.
Tôn giáo thời tiền sử khác với hình thức tôn giáo được hầu hết các nhà bình luận thế kỷ 21 biết đến, dựa trên niềm tin chính thống và nghiên cứu Kinh thánh. Đúng hơn, tôn giáo thời tiền sử, giống như tôn giáo của người săn bắt hái lượm sau này, có thể được rút tỉa ra từ Shaman giáo và trải nghiệm đê mê, cũng như thuyết vật linh, mặc dù các phân tích cho thấy thuyết vật linh có thể đã xuất hiện sớm hơn. Mặc dù bản chất của tôn giáo thời tiền sử là mang tính suy đoán nhưng bằng chứng để lại trong hồ sơ khảo cổ học gợi ý mạnh mẽ về một khuôn khổ có tầm nhìn xa nơi đức tin được thực hành thông qua việc đi vào trạng thái xuất thần, trải nghiệm cá nhân với các vị thần và các dấu hiệu nổi bật khác của Shaman giáo đến mức của một số tác giả gợi ý, theo lời của nhà khảo cổ học pháp sư Neil Price, rằng những xu hướng và kỹ thuật này theo một cách nào đó đã ăn sâu vào tâm trí con người.